# 西条町西条東
西条町西条東（さいじょうちょうさいじょうひがし）とは、広島県東広島市の大字。全域で住居表示未実施である。

## 概要
西条地区市街地から見て西側に位置している。国道486号沿線には商業施設も見られるが、全体的に住宅地が多い。
「西条東」という名称は、10～11世紀頃にそれまでの賀茂郷が東条と西条に分割された際、当地が西条の東に位置していたことに由来する。そのため現在の西条地区の東側にあるという訳ではない。

## 沿革
- 1889年（明治22年）4月1日 - 町村制施行。賀茂郡寺家村と西条東村が合併し、寺西村（第一次）が発足する。西条東村は「西条東」として寺西村の大字となる[2][3]。
- 1939年（昭和14年）7月1日 - 寺西村が西条町に吸収されたため、西条東は西条町の大字となる[2][3]。
- 1950年（昭和25年）4月1日 - 旧寺西村の領域が再び寺西村（第二次）として分立し、西条東は再び寺西村の大字となる[2][3]。
- 1952年（昭和27年）4月1日 - 寺西村が単独町制施行し、寺西町となる[2][3]。
- 1959年（昭和34年）10月1日 - 寺西町が再び西条町に吸収合併される[2][3]。
- 1965年（昭和40年）4月1日 - 地区内の一部が西本町（現在の西条西本町）として分離され、住居表示が実施される[4][5]。
- 1974年（昭和49年）4月20日 - 西条町が周辺3町と合併し、東広島市が発足。西条東は「西条町西条東」として東広島市の大字となる[6]。
- 1997年（平成9年）2月10日 - 地区内の一部が西条西本町に編入される[4]。
- 2001年（平成13年）12月3日 - 地区内の一部が西条東北町として分離され、住居表示が実施される[4]。

## 交通

### 鉄道
町内に鉄道路線は通っていない。最寄り駅はJR山陽本線の西条駅。

### バス
芸陽バスとJRバス中国が町内を走るバスを運行している。

#### JRバス中国
- 西条駅 - 下見 -  広島大学[注釈 1]
- 西条駅 - 下見大池 - 広大西口 - 広島国際大学
- 西条駅 - 寺家駅 - 東広島医療センター

#### 芸陽バス
- 西条駅 - 吉川工業団地
- 西条駅 - 八本松駅 - 志和地区循環 - 八本松駅 - 西条駅
- 西条駅 - 瀬野駅 - 広島バスセンター
- 西条駅 - 磯松団地 - 篠 - 造賀 - 豊栄

### 道路

#### 一般国道
- 国道486号

#### 一般地方道
- 広島県道332号吉川西条線 - 公式なものではないが、「下見街道」という通称がある[9][10]

## 施設
- サタケ物流センター
- 土肥整形外科病院

## 学区
公立小中学校に通学する場合、住んでいる場所に応じて以下の小中学校に通学することになる。
- 三ツ城小学校→中央中学校
- 寺西小学校→中央中学校
- 龍王小学校→西条中学校

## 世帯数・人口
2024年9月末での世帯数は1244世帯、人口は2437人である。